# 우르티노테리움
우르티노테리움(Urtinotherium)은 올리고세 초기까지 살았던 포유류이다. 속명의 뜻은 화석이 발견된 우르틴 오보 지역의 '우르틴'과 야수를 뜻하는 그리스어 'therion(θηρίον)'를 합친 '우르틴 야수'를 의미한다.

## 발견

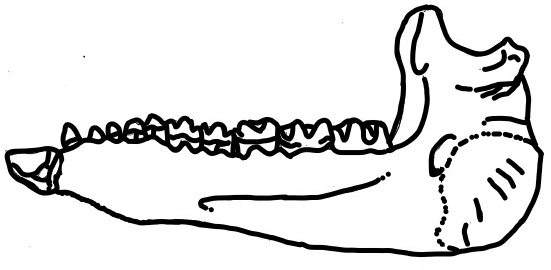
우르티노테리움의 하악골(아래턱뼈)를 그린 그림

우르티노테리움의 화석은 1960년대 초기 몽골의 우르틴-오보 지역에서 발견되었다. 화석에는 길이가 71.5 미터 (2,810 in) 하악골과 4.9 미터 (190 in) 길이의 이빨들이 포함되어 있었다. 이후 1963년 주우밍젠(Zhou Ming-Zhen)과 취우찬시앙(Chiu Chan-Siang)에 의해 기술되었다.